# Niederhausen (Nahe)
Niederhausen is een plaats in de Duitse deelstaat Rijnland-Palts, en maakt deel uit van de Landkreis Bad Kreuznach.
Niederhausen telt 563 inwoners.

## Bestuur
De plaats is een Ortsgemeinde en maakt deel uit van de Verbandsgemeinde Bad Münster am Stein-Ebernburg.

## Foto's

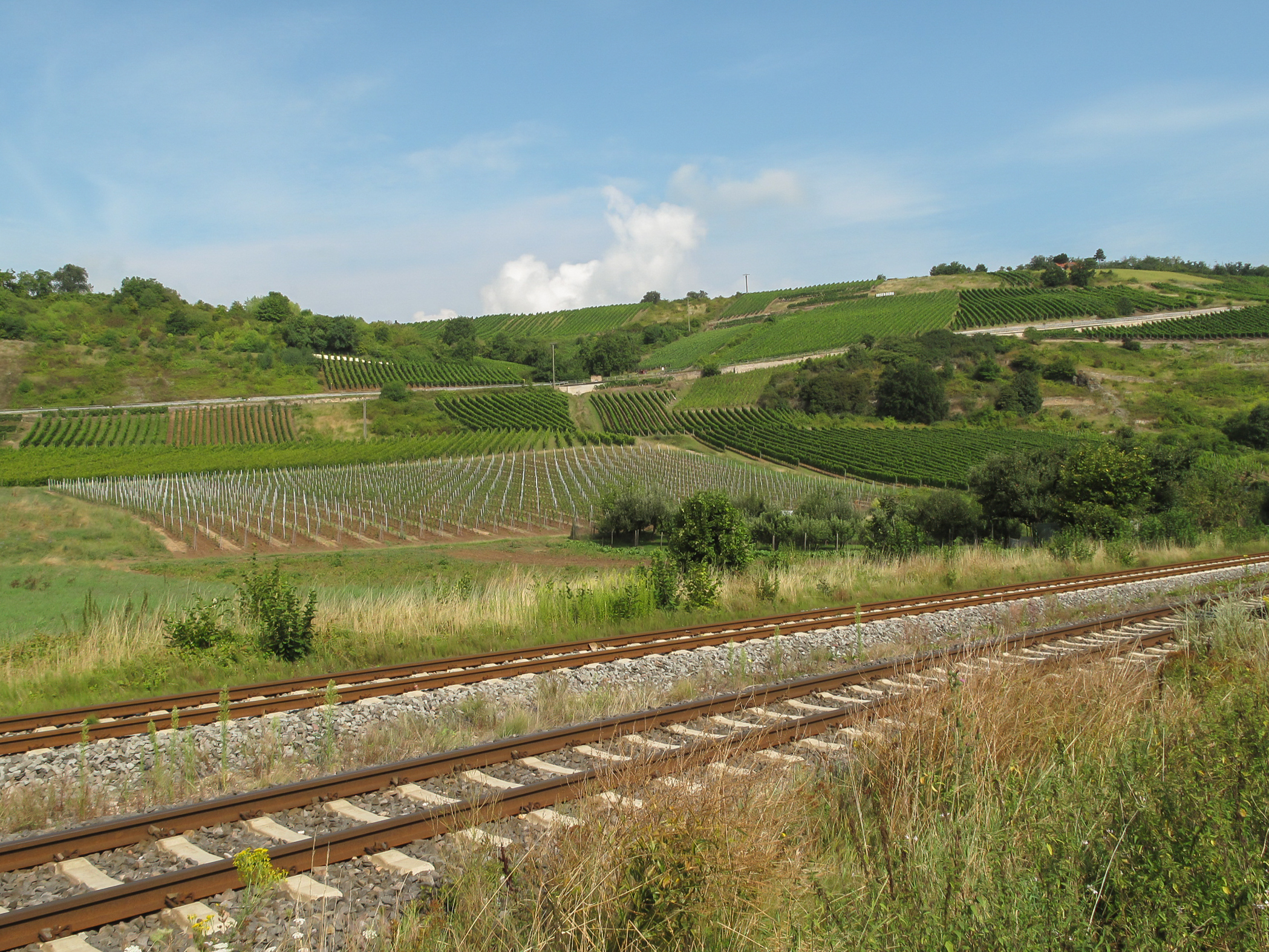
bij Niederhausen, panorama langs spoorlijn
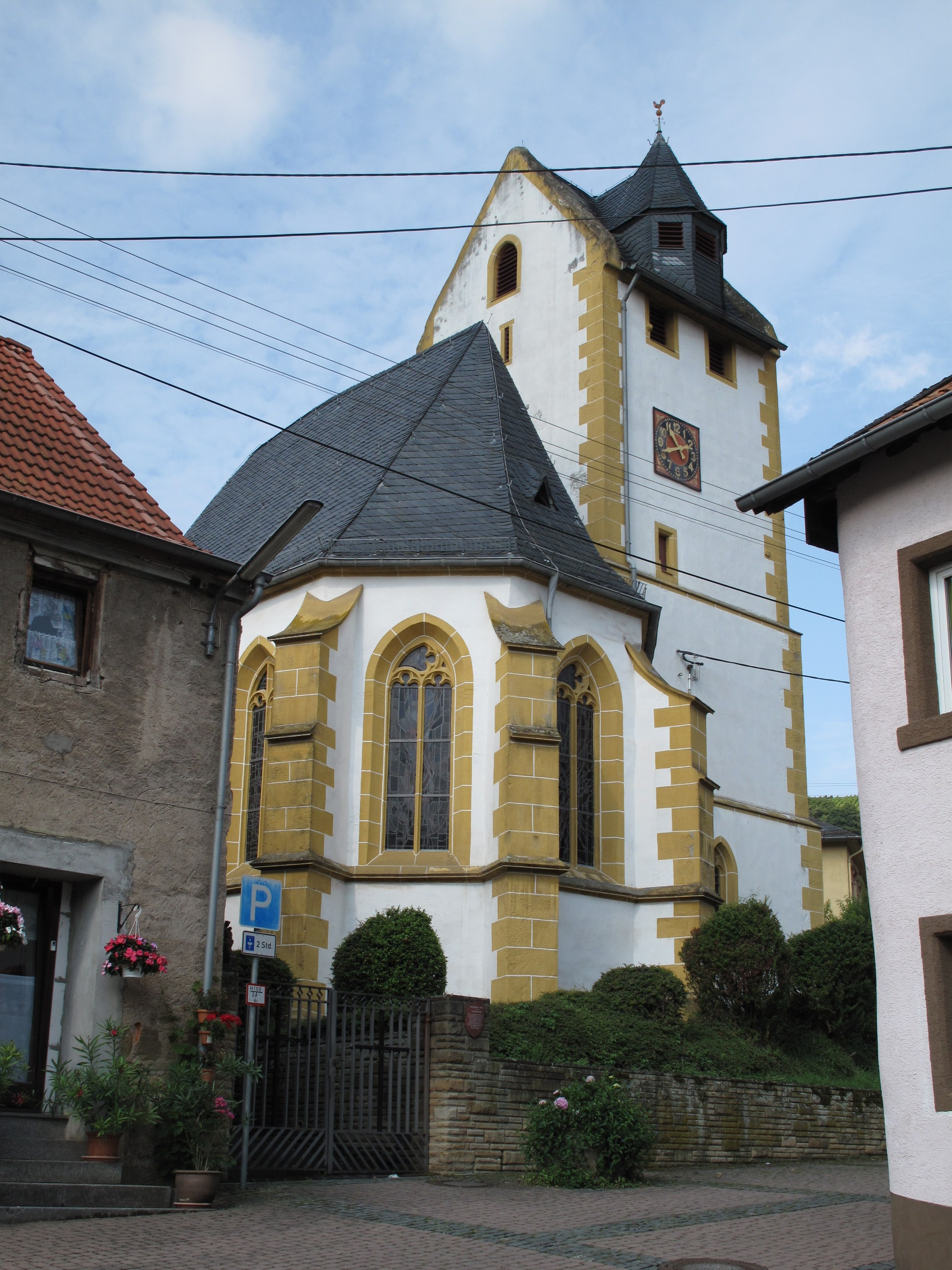
Niederhausen, kerk